# Penalva (geslacht)
Penalva is een geslacht van rechtvleugeligen uit de familie Anostostomatidae. De wetenschappelijke naam van dit geslacht is voor het eerst geldig gepubliceerd in 1870 door Walker.

## Soorten
Het geslacht Penalva omvat de volgende soorten:
- Penalva spinosula Gorochov, 2001
- Penalva flavocalceatus Karny, 1929
- Penalva lateralis Walker, 1870
- Penalva abnormis Brunner von Wattenwyl, 1888
- Penalva uniformis Karny, 1928